# تریاد شارکوت
سه گانه (تریاد) شارکوت یا شارکو (به انگلیسی: Charcot's triad) عنوانی است که به دو مجموعه از ویژگی های بالینی اشاره دارد: یکی برای کلانژیت حاد (به انگلیسی: acute cholangitis)، و مجموعه دوم که کمتر رایج است، مولتیپل اسکلروزیس. این تریاد توسط ژان مارتین شارکوت (1825-1893), یک متخصص مغز و اعصاب برای اولین بار شرح داده شده که ترکیبی از علائم و نشانه ها در ارتباط با این دو بیماری است.

## کلانژیت حاد
تریاد شارکوت به صورت شایع، در مورد کلانژیت صعودی استفاده می شود. تعریف، سه علامت و نشانه را معرفی می کند:
1. درد ربع فوقانی راست شکم
2. زردی
3. تب

پنتاد رینولد (به انگلیسی: Reynolds' pentad) در ارتباط با این تریاد است. پنتاد یعنی "گروه پنج تایی" که شامل دو علامت اضافه است:
- افت فشار خون / شوک
- گیجی (Confusion)

## مالتیپل اسکلروزیس
شارکوت، یک تریاد از توصیف برخی علائم مالتیپل اسکلروزیس هم معرفی کرد: نیستاگموس، اینتنشن ترمور، دیس آرتری،  البته این علائم اختصاصی نیستند. این تریاد گاهی به عنوان "تریاد شارکوت 1" یا به عنوان "تریاد نورولوژیک شارکوت" ذکر می شود تا به افتراق بیشتر آن از تریاد رایج تر شارکوت کلانژیت حاد کمک کند.